# Togo i olympiska sommarspelen 1984
Togo deltog i de olympiska sommarspelen 1984 med en trupp bestående av sex manliga deltagare, men ingen av dessa erövrade någon medalj.

## Boxning
Bantamvikt
- Yao Gaitor
  1. Första omgången — Förlorade mot  Jarmo Eskelinen (FIN), 0-5

Fjädervikt
- Avi Sodogah
  1. Första omgången — bye
  2. Andra omgången — Förlorade mot  Mohamed Hegazy (EGY), 0-5

Lättvikt
- Ama Sodogah
  1. Första omgången — bye
  2. Andra omgången — Förlorade mot  Geoffrey Nyeko (UGA), 0-5

## Friidrott
Herrarnas 400 meter
- Adje-Adjeoda Vignon
  - Heat — 47,43 (→ gick inte vidare)

Herrarnas längdhopp
- Bilanday Bodjona
  - Kval — 6,82m (→ gick inte vidare, 26:e plats)